# Beckstraße (Hamburg)

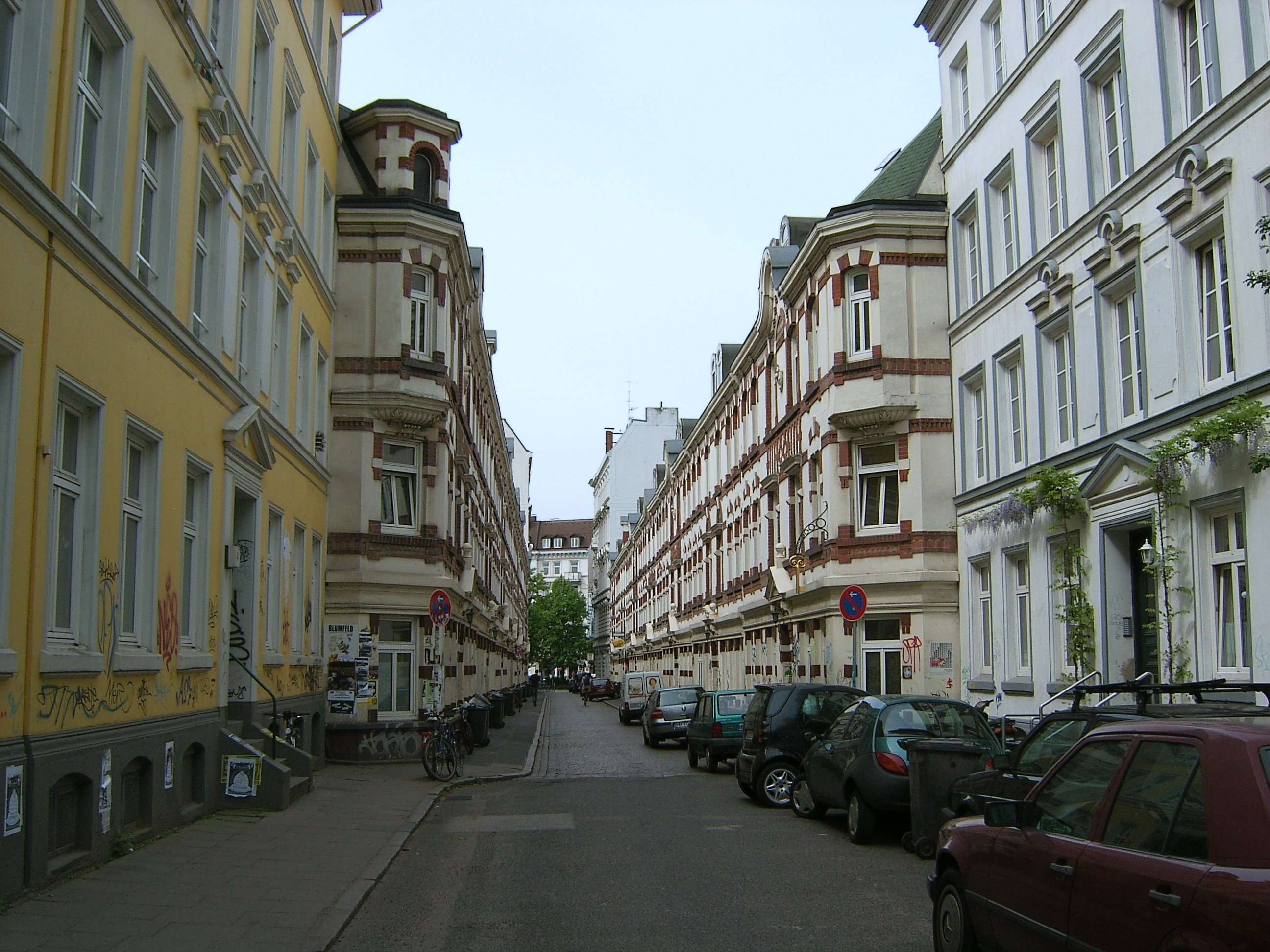
Beckstraße, Blick von der Sternstraße nach Westen bzw. zum Neuen Pferdemarkt

Die Beckstraße in Hamburg-Sternschanze  befindet sich 36 Meter südlich der parallel zu ihr verlaufenden Augustenpassage.
Das östliche Straßenende mündet in die Sternstraße, das westliche Ende in die Straße Neuer Pferdemarkt.

## Bauliche Ausstattung
Die Straße ist eine 180 Meter lange und 6 bis 7 Meter breite Wohnstraße mit gepflastertem Straßenbelag und beiderseitigem Bürgersteig. Beiderseits der Straße befinden sich über die ganze Länge größtenteils durchgehende Wohnhauspassagen in einheitlicher Bauweise, die in den Jahren zwischen 1860 und 1899 errichtet wurden. An der Einmündung zur Sternstraße befindet sich ein Spielplatz. Die beiderseitigen End-Eckhäuser an der Straße Neuer Pferdemarkt sind im Erdgeschoss von Gastronomiebetrieben belegt.
Die Häuser Beckstraße 2 und 4 sowie 7 bis 21 sind in der Hamburger Denkmalliste als Kulturdenkmäler eingetragen.

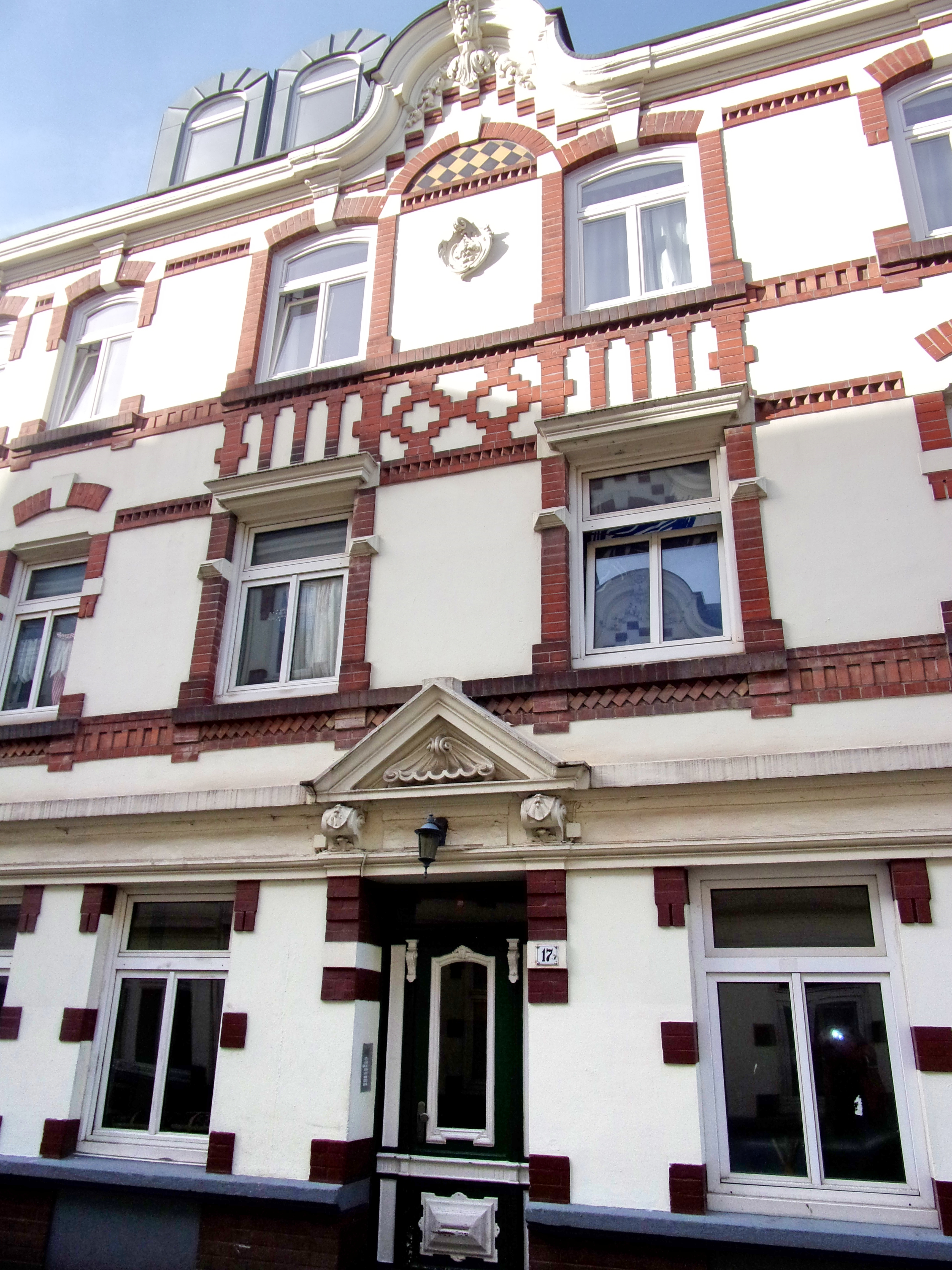
Beckstraße 17
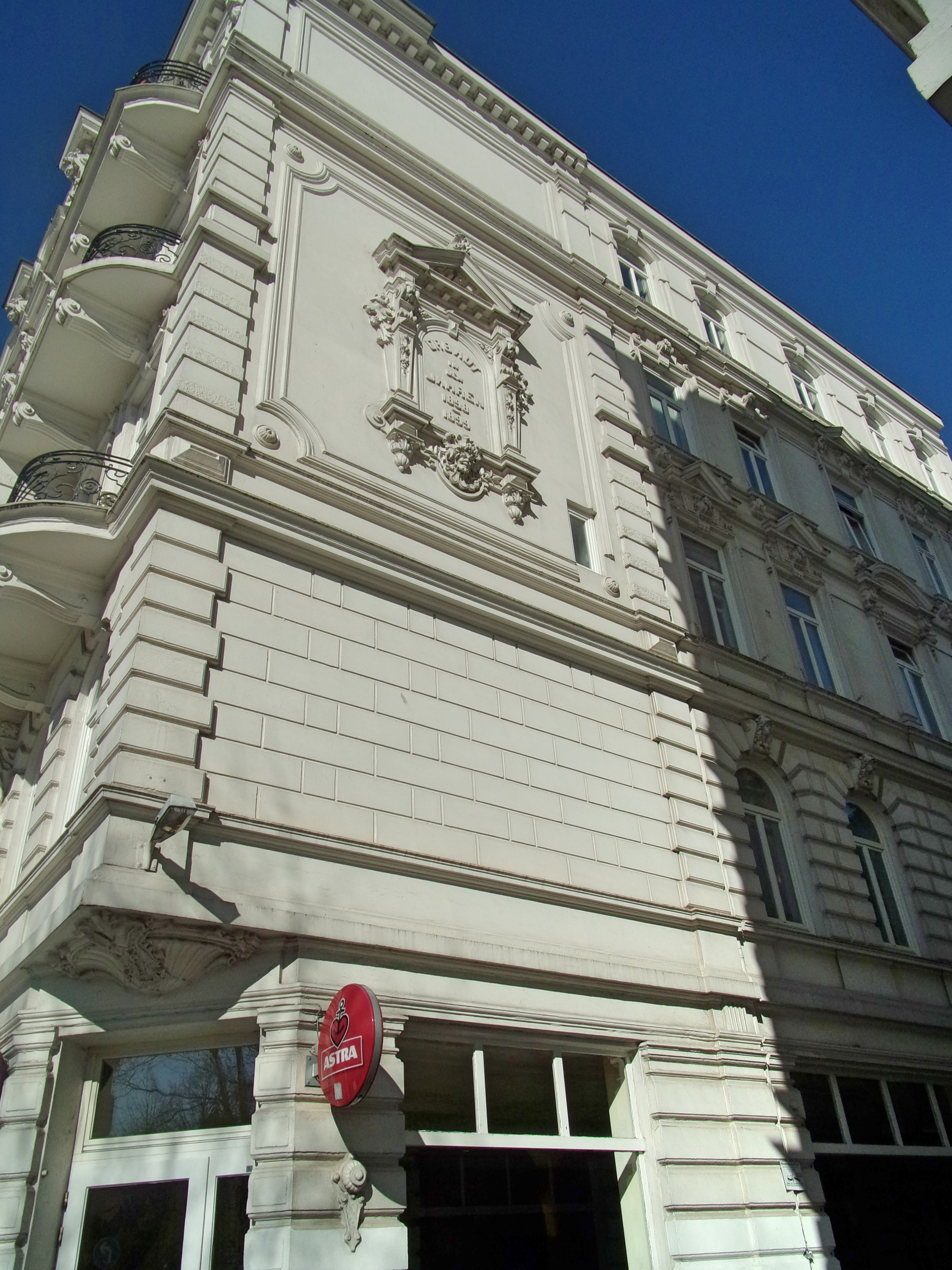
Eckhaus Beckstraße / Neuer Pferdemarkt 17
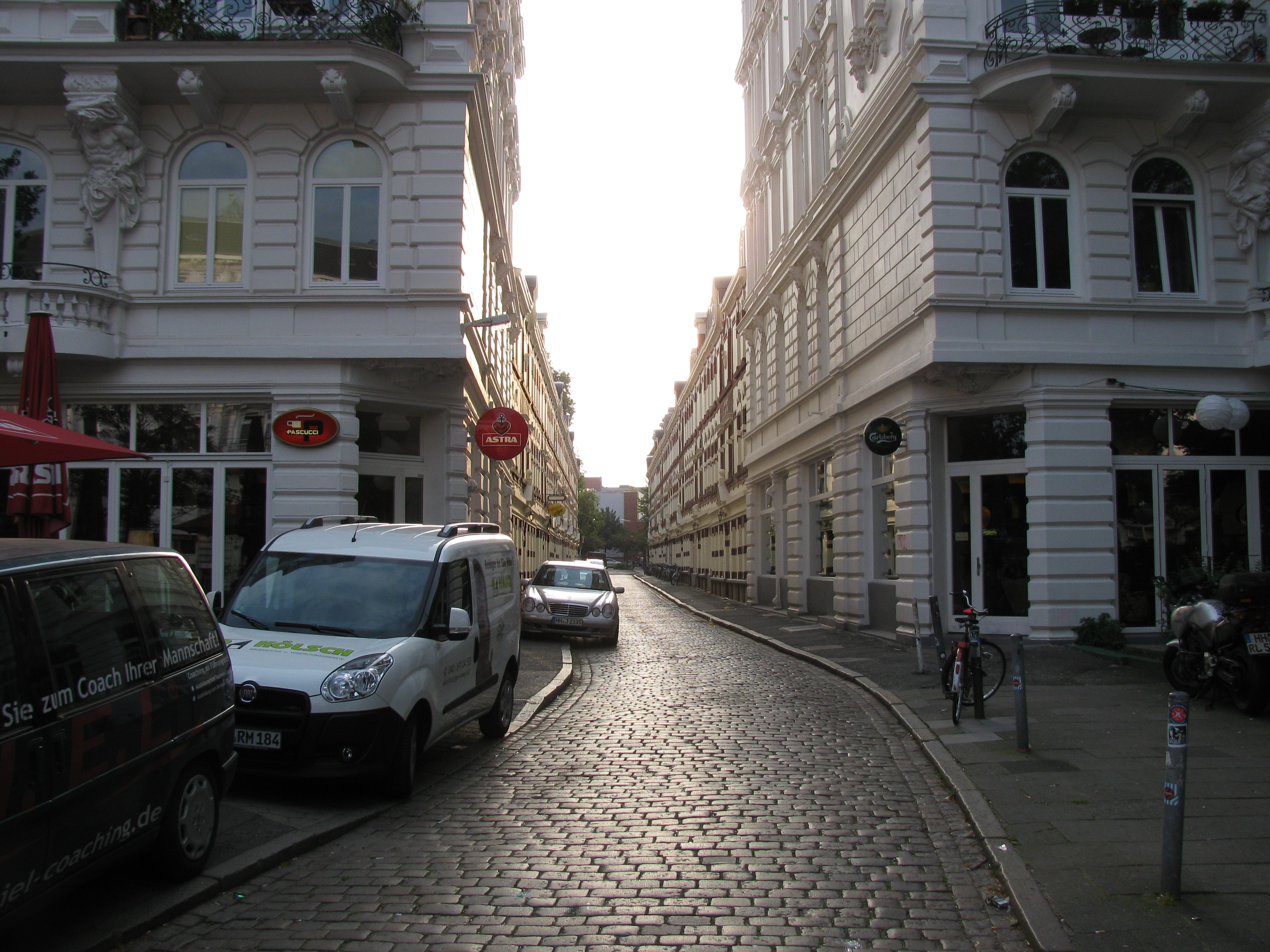
Blick vom Neuen Pferdemarkt zur Beckstraße
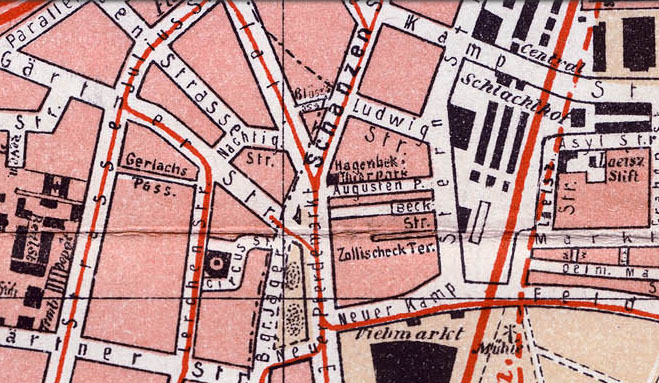
Stadtplanausschnitt 1900